# Scrambler
Scrambler służy do randomizacji sekwencji bitowych. Dane wejściowe poddawane są wymieszaniu z ciągiem pseudolosowym. Ta metoda znajduje zastosowanie w transmisji telewizyjnej oraz kodach takich jak NRZ, gdzie wadą jest brak przeźroczystości kodowej wynikający z braku synchronizacji dla odbiornika w przypadku wystąpienia długiej sekwencji kolejnych elementów 0.

## Zasada działania
Zakładamy, że istnieją ciągi bitowe bardziej prawdopodobne niż inne, lecz trudniejsze do transmisji. Scrambler randomizuje ten ciąg na łatwiejszy do przesyłania, który powstaje z sumowania za pomocą operacji XOR kodu z pseudolosowymi wartościami, w wyniku czego powstaje maksymalnie długa sekwencja, przesyłana następnie torem transmisyjnym. Descrambler dekoduje informacje do postaci pierwotnej. W obydwu urządzeniach używa się rejestrów przesuwnych.